# Forte de São Francisco Xavier do Queijo
O Forte de São Francisco Xavier situa-se na freguesia de Nevogilde, no concelho e distrito do Porto, em Portugal.
Em posição dominante sobre o oceano Atlântico e a pouca distância da foz do rio Douro, é também conhecido como Castelo do Queijo por, segundo a tradição, ter sido edificado sobre uma rocha de granito arredondada, e com um formato similar ao de um queijo (penedo do Queijo).

## História

### O Castelo do Queijo
Em ruínas em meados do século XVII, serviu como alicerce para esta pequena fortificação marítima, erguida às custas da Câmara Municipal da cidade do Porto durante a Guerra da Restauração da independência portuguesa (1640–1668), com traça do engenheiro militar francês Miguel de l'Ècole, tendo a obra sido dirigida por Fernando César de Carvalhais Negreiros (capitão da Armada Real). Sobre a sua periodização e as razões para a sua construção, aponta-se:
Não se sabe ao certo o ano em que foi fundado este Castelo de S. Francisco Xavier; é de presumir o tenha sido pelos anos de 1661 ou 1662, estando as nossas costas ameaçadas pela armada da Galiza (Henrique Duarte de Sousa e Reis. Apontamentos para a História do Governo Militar do Porto até ao séc. XIX.)
Essas datas constam, a primeira, de um auto onde se define o local escolhido para a construção do forte, e, a segunda, de um ofício cujo texto permite depreender que, por essa altura, já as suas obras iam adiantadas.
No início do século XVIII, entretanto, em 1717, a Câmara do Porto requereu a sua desactivação a D. João V (1706–1750), justificando que o castelo chamado do Queijo era inútil e supérfluo e que apenas servia para fazer uma grande despesa ao Cofre desta Cidade, no pagamento dos oficiais que se criaram para a assistência do dito Castelo, onde nunca residem, aproveitando-se da conveniência do soldo. O parecer do Conselho de Guerra do soberano, entretanto, indeferiu este requerimento em 1720.
No contexto das Guerras Liberais, durante o cerco do Porto esteve ocupado pelas forças conservadoras de D. Miguel (1828–1834), apesar do bombardeio combinado da artilharia das baterias da Luz e dos navios da esquadra liberal de D. Pedro (1826), que bastante castigaram a sua estrutura. Depois da jornada do Lordelo foi abandonado e saqueado pela população.
Entregue à guarda da Companhia de Veteranos (1839), durante a revolta da Maria da Fonte (1846), tendo sido ocupado pelas tropas da Junta do Porto, foi alvejado pela fragata Íris, fiel ao governo de Maria II de Portugal (1826–1828, 1834–1853). Em 1890, ficou entregue à Guarda Fiscal que a conservou até 1910.

### Do século XX aos nossos dias

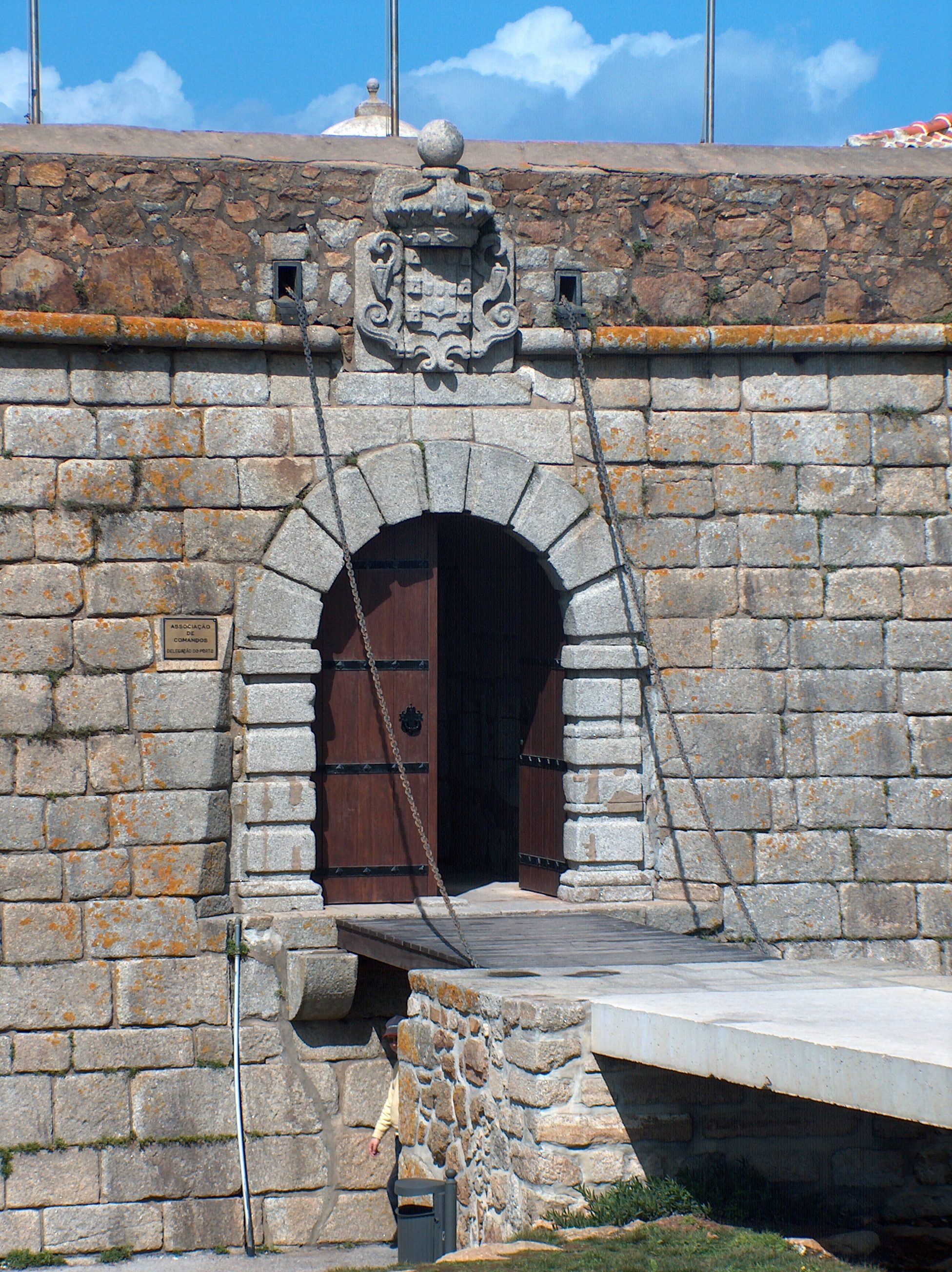
Forte de São Francisco Xavier do Queijo, Portugal: portão de armas.

Foi classificado como Imóvel de Interesse Público pelo Decreto n.º 23.684, de 20 de março de 1934. Em 1949 foi cedido ao Núcleo da Brigada Naval da Legião Portuguesa do Porto que ali esteve instalado até ao 25 de Abril de 1974. A sua Zona Especial de Protecção (ZEP) foi definida pela Portaria DG n.º 99, de 26 de abril de 1961.
Actualmente restaurado e em perfeitas condições, encontra-se sob a guarda da Associação de Comandos (Delegação do Norte) que ali mantém um museu histórico-militar e uma programação de eventos culturais e de animação, aberta ao grande público.

## Características
O forte apresenta planta no formato de um polígono triangular com sólidas muralhas de cantaria de pedra, arrematadas por guaritas pentagonais nos vértices cobertas por cúpulas. No terrapleno, amplas plataformas de tiro, ornamentadas com canhões históricos, e os edifícios de serviço (Casa do Comando, quartéis da tropa, paiol e cisterna).
As defesas são completadas por fossos, ponte levadiça e portão monumental de acesso em plano reentrante, pelo lado de terra (Norte), com formato de arco, encimado por um escudo com as armas de Portugal.
Um oratório, sob a invocação de São Francisco Xavier, encontrava-se primitivamente colocado na sala da Casa do Comando do forte.